# Menhir de Thèdes
Le menhir de Thèdes est un menhir christianisé situé à Saint-Genès-Champanelle dans le département du Puy-de-Dôme.

## Description
Le menhir est constitué d'un bloc en granite à petit grains de 2,10 m de hauteur et d'environ 0,60 m de largeur à section sub-triangulaire. La face nord-ouest est plane, les deux autres faces étant légèrement convexes. Il a été christianisé par l'ajout d'une croix en fer à son sommet.